# Schleicherberg

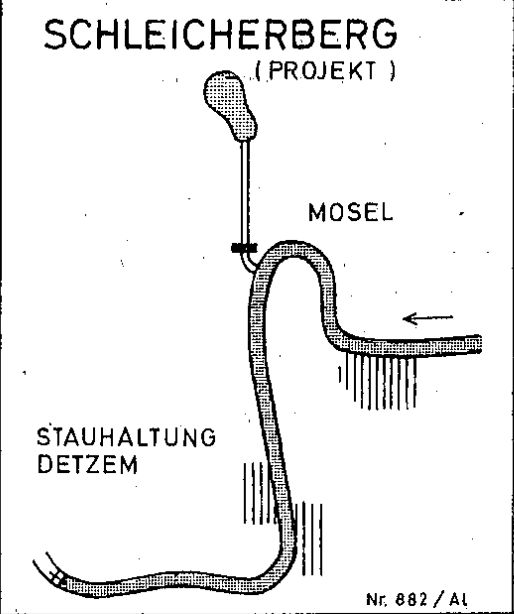
Skizze des Projektes Pumpspeicherkraftwerk Schleicherberg

Schleicherberg ist ein Wohnplatz der Ortsgemeinde Mehring im Landkreis Trier-Saarburg in Rheinland-Pfalz.

## Lage und Beschreibung
Schleicherberg liegt am offenen oberen Ostabfall einer Höhenkuppe etwa anderthalb Kilometer südlich des Moselbogens zwischen Mehring und Pölich auf Höhen von wenig um 414 m ü. NHN. Er umfasst zwei etwa 400 Meter voneinander entfernte Häusergruppen mit je zwei Häusern. Im Südwesten zieht über ihnen die Bundesautobahn 1/Europastraße 422 vorbei, im Norden steigt die Landesstraße 150 ostwärts ins Tal des Mordbaches ab, der Einschnitt dieses bei Büdlicherbrück in die Kleine Dhron mündenden Waldbachs begrenzt den Wohnplatz im Ostsüdosten.
Nach Meyers Orts- und Verkehrslexikon hatte die Häusergruppe Schleicherberg 1912/1913 neunzehn Einwohner.

## Geplantes Pumpspeicherkraftwerk Schleicherberg
Schleicherberg war der Standort eines Ende der 1960er-Jahre geplanten Pumpspeicherkraftwerkes mit einer geplanten Fallhöhe von 350 Meter und einem horizontalen Abstand der Becken von 1330 Meter. Die Generatorenleistung war mit 700 Megawatt vorgesehen.
Die ehemaligen Erkundungsstollen befinden sich unten an der Mosel.

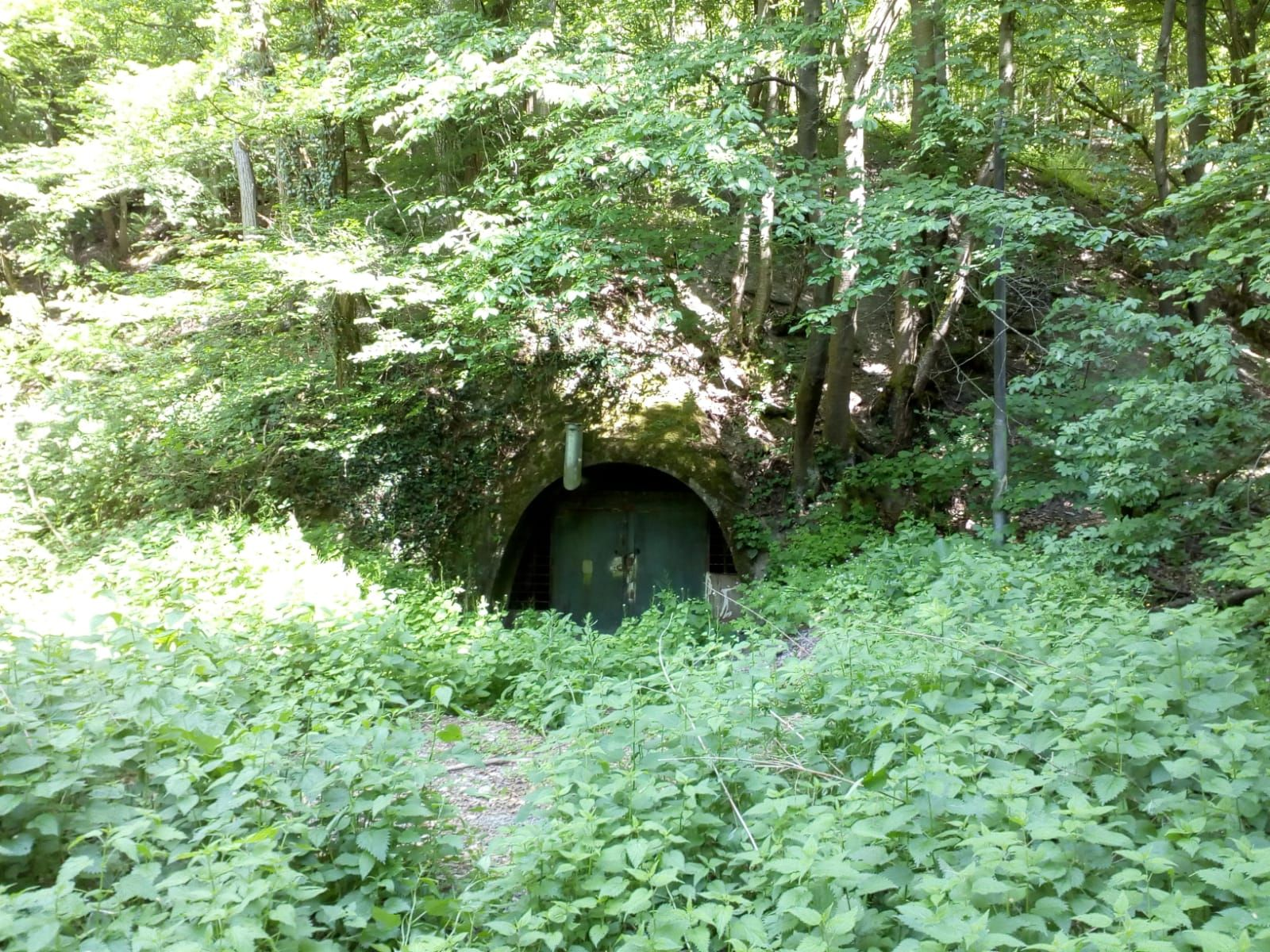
sog. Großer Stollen (Gemarkung Pölich)
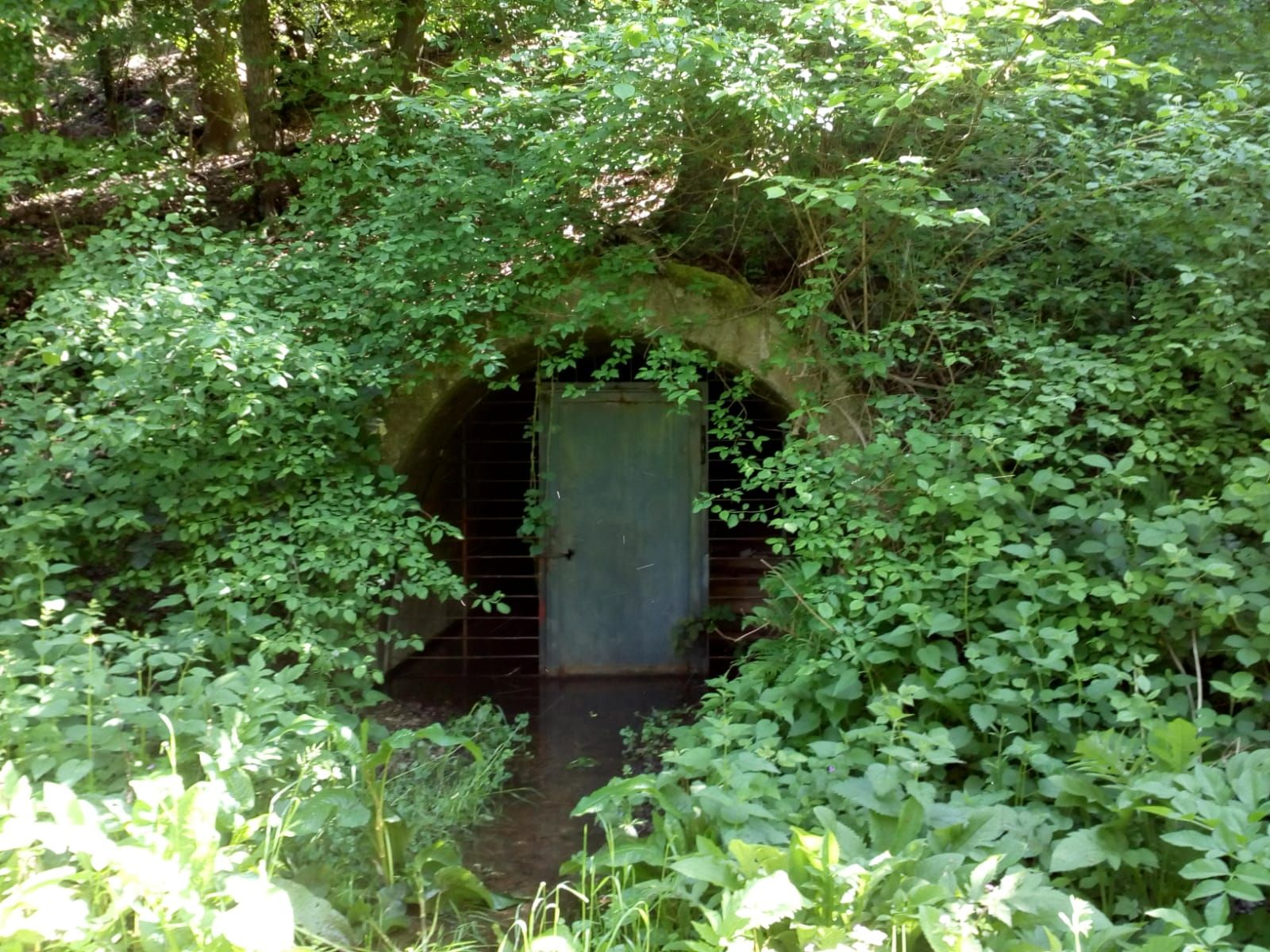
sog. Kleiner Stollen (Gemarkung Mehring)

## Persönlichkeiten
- Iduberga Linden (1905–1943), römisch-katholische Ordensfrau, Missionsschwester und Märtyrin